# Il raggio invisibile
Il raggio invisibile (The Invisible Ray) è un film del 1936 diretto da Lambert Hillyer.
È un film horror statunitense a sfondo fantascientifico e thriller con Boris Karloff (accreditato solo come "Karloff"), Bela Lugosi e Frances Drake.

## Trama
Uno scienziato visionario, il dottor Janos Rukh, inventa un telescopio che può guardare a molti anni luce di distanza nello spazio e lo utilizza per osservare la galassia di Andromeda da dove raccoglie dei raggi di luce che mostrano il passato della Terra. Guardando verso il passato, su uno schermo, Rukh ed altri suoi colleghi scienziati osservano un grande meteorite che ha colpito la Terra migliaia di anni prima. Rukh convince i colleghi ad organizzare una spedizione per trovare i resti del meteorite in Africa.
Qui Rukh trova la meteora ma è esposto a forti radiazioni provocate da un elemento chiamato "Radium X". Il dottor Benet prende un pezzo della meteora e lo porta in Europa dove lo usa per guarire le persone, tra cui i ciechi. Rukh, che soffre per le radiazioni, deve subire dei trattamenti speciali quotidianamente in quanto diventa luminescente nelle ore notturne, emanando luce e radiazioni e risultando letale alle altre persone e ciò lo sta facendo impazzire. La situazione è complicata dalla relazione romantica tra la moglie, Diana, e Ronald Drake, il nipote di Lady Arabella Stevens, che faceva parte della spedizione africana. Con il desiderio di vendetta, Rukh segue i suoi nemici a Parigi. Lì finge la propria morte, per cui Ronald e Diana si sposano. Rukh utilizza quindi le radiazioni tossiche che il suo corpo emana per uccidere i membri della spedizione. Egli salva Ronald e Diana con l'intenzione di ucciderli per ultimi, ma si scopre incapace di uccidere la moglie.
L'esitazione di Rukh lo porta vicino al punto in cui il livello delle radiazioni potrebbe risultare fatale a lui stesso. Egli era sempre stato in grado di allontanare la fase terminale grazie ad un antidoto sviluppato dal Dott. Benet. Ma la madre di Rukh rompe la bottiglia dell'antidoto e lui prende fuoco, avvolto dalle fiamme.

## Produzione
Il film, diretto da Lambert Hillyer su una sceneggiatura di John Colton e un soggetto di Howard Higgin e Douglas Hodges, fu prodotto da Edmund Grainger per la Universal Pictures e girato nei Backlot, Universal Studios a Universal City, California, dal 17 settembre 1935 al 25 ottobre 1935. Diverse sequenze de Il raggio invisibile furono utilizzate per il serial cinematografico della Universal The Phantom Creeps con Bela Lugosi.

## Colonna sonora
- Bridal Chorus (Here Comes the Bride) (1850) -  scritta da Richard Wagner, suonata nel corso del matrimonio
- The Wedding March (1843) -   scritta da Felix Mendelssohn-Bartholdy, suonata dopo il matrimonio

## Distribuzione
Il film fu distribuito con il titolo The Invisible Ray negli Stati Uniti dal 20 gennaio 1936 al cinema dalla Universal Pictures.
Altre distribuzioni:
- in Francia il 15 maggio 1936 (Le rayon invisible)
- in Svezia il 4 settembre 1936 (Den osynliga strålen)
- in Danimarca il 14 febbraio 1938 (De usynlige Straaler)
- in Portogallo il 22 marzo 1938 (O Raio Invisível)
- negli Stati Uniti il 1º febbraio 1949 (redistribuzione)
- in Germania Ovest il 6 aprile 1982 (Tödliche Strahlen, in TV)
- in Belgio (Le rayon invisible)
- in Austria (Der unsichtbare Strahl)
- in Spagna (El poder invisible)
- in Italia (Il raggio invisibile)
- in Polonia (Niewidzialny promien)
- in Brasile (O Poder Invisível)
- in Grecia (To agaliasma tou thanatou)

## Critica
Secondo Fantafilm il film è caratterizzato da "una storia un po' risaputa, ma che avrebbe fornito occasioni per un crescendo melodrammatico-orrorifico". Karloff risulterebbe "affidabile" mentre il regista Hillyer "non fa un buon servizio". A questo si aggiungerebbe una "sceneggiatura schematica" che non motiverebbe in maniera adeguata la trama. Secondo Leonard Maltin il film "vanta una storia interessante ma è una tacca al di sotto di altri lavori di Karloff-Lugosi".

## Promozione
Le tagline sono:
- "Delving into new, strange fields of mystery!".
- "Destruction to all he touched or looked upon!".
- "In his brain - the world's most powerful secret!".